# Aristide Rinaldini
Aristide Rinaldini  (né le 5 février 1844 à Montefalco en Ombrie,  Italie et mort le 10 février 1920 à Rome), est un cardinal italien de l'Église catholique du début de la  XXe siècle, nommé par le pape Pie X.

## Biographie
Rinaldini étudie à Rome. Après son ordination il exerce des fonctions auprès des nonciatures apostoliques au Portugal (en) et en Belgique (en), notamment comme "agent privé" pendant la rupture des relations diplomatiques entre la Belgique et Rome,  et comme internonce aux Pays-Bas (en) et en Luxembourg (en).
Il est nommé archevêque titulaire d'Héraclée-en-Europe (de) en 1896 et nommé nonce apostolique en  Belgique (en) en 1896 et en Espagne en 1899.
Le pape Pie X le crée cardinal lors du consistoire du 15 avril 1907. Le cardinal Rinaldini  est camerlingue du Sacré Collège en 1912-1914 et participe au conclave de 1914, lors duquel Benoît XV est élu.

## Succession apostolique
La succession apostolique est:
- Archevêque José María Salvador y Barrera (es) (1902)
- Évêque Juan Torres y Ribas (es) (1902)
- Évêque Julián Miranda Bistuer (es) (1904)
- Évêque Félix Soto y Mancera (1905)
- Évêque Luis José María Amigó y Ferrer, O.F.M.Cap. (1907)